# Ligne verte du métro de Boston
La ligne verte du métro de Boston est un système léger sur rails ou semi-métro exploité par la Massachusetts Bay Transportation Authority (MBTA) dans la ville de Boston, Massachusetts, et ses environs. C'est la plus ancienne ligne de métro ; elle est connue localement comme le « T ». Cette ligne de 37,6 km aujourd'hui exploitée comme un tramway est souterraine dans le centre de la ville sur 9,2 km et en surface aux alentours. La partie souterraine constitue un tronc commun aux quatre branches de la ligne.

## Histoire
Avec 232 000 passagers quoditiens en semaine, la ligne verte du métro de Boston est le système léger sur rails le plus utilisé des États-Unis. La ligne est verte parce qu'elle relie une région appelée « Emerald Necklace » à Boston.

## Réseau actuel

### Aperçu général
La ligne comprend 13 stations souterraines et 57 stations en surface. Elle compte une section souterraine commune et quatre branches (B, C, D et E). Les quatre branches sont les restes d'un grand réseau de tramway, commencé en 1856 avec le Cambridge Horse Railroad (en), qui a atteint son apogée durant les trois premières décennies du XXe siècle. Le Tremont Street Subway (en) (le plus ancien tunnel de métro en Amérique du Nord) et plusieurs tunnels reliant portent voitures de toutes les branches sous le centre-ville. Le métro de Tremont Street a ouvert en plusieurs étapes entre le 1er septembre 1897 et le 3 septembre 1898.

### Matériel roulant
En 1996, la flotte était composée de 75 véhicules légers sur rail standard Boeing livrés au milieu des années 1970 et de 100 véhicules légers sur rail type 7 construits par Kinki Sharyo au milieu des années 1980. En mai 1995, un contrat de 215 millions de dollars a été attribué à Breda Costruzioni pour la construction de 100 véhicules type 8 destinés à remplacer les véhicules Boeing. La livraison prévue en 1998 aura finalement lieu en 1999-2000. En 1997, Kinki Sharyo a livré un lot de 20 véhicules légers sur rail de Type 7 en complément des 100 voitures déjà en service 
En mai 2014, l'autorité organisatrice commande 24 rames Type 9 au constructeur espagnol CAF pour un total de 118 millions de dollars avec un plancher bas à 70 %. Les livraisons se dérouleront de fin 2017 à 2018. Il s'agit de la neuvième génération de trams commandée pour cette ligne.
102 autres tram-trains sont commandés début septembre 2002 a CAF qui les produits dans une usine de l'État de New-York.

## Projet d'extension et de rénovation
Un projet prolongera la ligne verte d'environ 7,6 km le long de deux embranchements. Cette extension s'inscrit dans un projet plus vaste de rénovation de la ligne selon le Capital Investment Plan 2020-2024.